# 무
무(Radish, 학명: Raphanus sativus)는 먹을 수 있는 배추과의 뿌리 채소로 세계 곳곳에서 재배되는 뿌리 채소이다. 유럽에서는 로마 제국 시대부터 재배되었으며, 크기와 색상에 따라 여러 종류로 나뉘어 있고, 각각의 품종에 따라 어느 계절에나 재배할 수 있다. 동아시아에서는 아메리카나 유럽 등지에서 재배되는 무와는 달리 상대적으로 크고 흰색 빛깔을 지닌 무를 재배하는데, 이를 한국에서는 굵기와 길이에 따라 조선무(朝鮮-) 또는 왜무(倭-)라고 부른다. 동아시아에서 재배되는 무의 길이는 약 20 ~ 35 cm이며, 지름은 약 5 ~ 10 cm 정도이다.
한국에서는 삼국시대에 재배되기 시작했으며, 고려 시대에는 중요한 채소로 여겨졌다. 한국 채소 중 재배 면적이 가장 넓어서 7만여 헥타르에 달하며 연간 생산량도 450여만 톤에 이른다. (2015년 기준)
무우로 불리거나 표기되기도 하지만, 이는 대한민국에서 비표준어이다.

## 품종
- 조선무 – "무"라고 했을 때 보통 조선무를 일컫는다. 복지무, 둥근무로도 부른다. 둥글고 단단하며 윗부분이 푸른 무로, 깍두기나 김치 용으로 재배한다. 주요 품종으로는 진주대평무·중국청피무·용현무·의성반청무 등이 있다.[6]
- 왜무 – 남지무, 긴무, 단무지무, 일본무로도 부른다. 조선무보다 수분이 많으며 몸이 희고 긴 왜무로는 단무지를 만든다. 대표적인 품종으로는 미농조생무·청수궁중무 등이 있다.[6]
- 열무 – 어린 무이다. 재배 기간이 짧아서 1년에 여러 번 재배할 수 있다. 주로 김치를 담가 먹으며, 물냉면이나 비빔밥의 재료로도 사용된다.
- 총각무 – 알타리무로도 부른다. 뿌리가 잔 무로, 무청째로 김치를 담근다.
- 게걸무 – 일반 무보다 수분함량이 적어 더 단단하며, 매운맛도 더 강하다.

## 재배
가을무는 8월 중순이나 하순에 파종하여 11월에 수확하며, 봄무는 3-4월에 하우스에서 파종하여 5-6월에 수확한다. 여름무는 해발고도 600m 이상의 고랭지에서 재배 가능하며, 한국에서는 대관령에서 많이 재배되나 보통은 가을무 재배가 주종을 이룬다. 파종 방법은 주로 줄뿌림 또는 점뿌림이며, 봄에 조기 출하를 위해서는 종이분에 20일간 육묘했다가 옮겨 심는다. 무는 서늘한 기후를 좋아하며, 일반적으로 가을재배에서는 꽃대가 오르지 않으나, 기온이 10°C 이하로 2주 이상 계속되면 꽃눈이 형성되어 꽃대가 오르게 되므로 온도관리에 신경을 써야 한다. 재배기간 중에 건습이 심하게 반복되면 뿌리가 갈라지는 현상이 일어나므로 수분 공급에 신경 써야 한다. 밑거름으로 퇴비를 사용하는 것은 좋으나 잘 썩지 않은 퇴비를 주면 무뿌리가 곧게 자라지 않고 가랑이뿌리가 생겨 오히려 상품가치가 떨어진다. 재배 기간 중에 건습의 반복이 심하면 뿌리가 갈라지는 현상이 생기므로 관수에 유의해야 한다. 일반 가을재배에서는 꽃대가 오르지 않으나 봄재배에서는 초기 생육 기간 중에 기온이 10°C 이하로 2주 계속되면 꽃눈이 형성되어 꽃대가 오르게 되므로 온도 관리에 유념하고 온도에 둔감한 계통을 재배해야 한다.

### 병해
병해로는 서늘한 가을에 뿌리 내부와 잎맥이 흑색으로 변하는 검은빛썩음병이나 뿌리가 과습지에서 물러지는 무름병 등이 있는데 돌려짓기나 스트렙토마이신·지네브 등을 이용해서 방제한다.

### 수확
수확은 품종에 따라 적기에 실시한다. 재래종은 바람들이가 쉽게 나오지 않으나 서양계인 20일무는 수확 적기가 지나면 바람들이가 생겨 맛과 시장성을 나쁘게 한다. 가을무를 출하할 때는 주로 잎을 제거하고 가마니 등에 넣어서 하나, 봄무는 잎과 같이 출하한다. 재래종무는 얼지 않게 흙 속에 움저장하면 다음 해 봄까지 저장이 가능하다. 저장 중에 재래종도 바람이 드는데 이는 저장기간 중에 온도가 높아서 생장점의 생육이 진전될 경우 심하다.

## 이용
무는 김치·깍두기·무말랭이·단무지 등 그 이용이 매우 다양하다. 특히 비타민 C의 함량이 20-25mg이나 되어 예로부터 겨울철 비타민 공급원으로 중요한 역할을 해왔다. 이밖에 무에는 수분이 약 94%, 단백질 1.1%, 지방 0.1%, 탄수화물 4.2%, 섬유질 0.7%가 들어 있다. 무에 있는 독특한 쏘는 맛 성분은 무에 함유된 티오글루코사이드가 잘리거나 세포가 파괴되었을 때 자체 내에 있는 글루코시데이스라는 효소에 의해 티오시아네이트와 이소티오시아네이트로 분리되며 독특한 향과 맛을 나타내는 것이다. 또한 무즙에는 다이아스테이스라는 효소가 있어 소화를 촉진하기도 한다. 무의 씨는 내복자(萊菔子)라는 이름으로 한약재로 사용된다.

## 무와 배추의 분류
학명을 처음 만든 스웨덴 식물학자 칼 폰 린네에 의해 무와 배추는 서로 다른 ‘속’의 식물로 명명되었다.
농업진흥청 국립농업과학원이 명지대, 가톨릭대, 한국생명공학연구원과 공동으로 무의 게놈의 염기서열 426Mb(메가베이스·1Mb=100만 염기쌍) 염기서열을 완전히 풀어냈는데, 이 게놈 해독으로 무가 배추속 식물의 조상종으로부터 배추(양배추)와 겨자가 각각 분화될 때 함께 하나의 독립된 종으로 분리 됐다는 증거를 제시하게 됐다.
‘TAG’(Theoretical and Applied Genetics)에 게재한 ‘유전체 완전 해독을 통한 무 유전체의 기원과 3배수화 특성 분석’이라는 논문에 내용이 들어있다.

## 효능과 부작용
무는 전분을 분해하는 아밀라아제와 디아스타제가 많이 들어가 있어 과식으로 소화제가 없을 때 무를 먹으면 효과가 좋다. 또 무는 콜레스테롤 수치를 줄인다. 무에 포함된 수용성 식이섬유소는 콜레스테롤을 방출하는 역할을 하고 불용성 식이섬유소는 장운동을 촉진하고 수분을 흡수해 변비 예방, 정장장용 (장청소)에 좋다.
무는 항암효능도 높다. 무뿌리와 잎에 있는 성분인 인돌과 글루코시노레이트는 몸속에 들어온 발암 물질의 독성을 없애는 효과가 있어 조림이나, 국을 하면 국물에 인돌 성분이 녹아들어 항암 효과를 증가시킨다.
무의 무청은 식이섬유의 보고다. 무청은 식이섬유와 카로틴, 철분, 칼슘 등이 풍부해서 칼슘은 무(뿌리)의 약 4배에 이르며 무청에는 비타민 C가 풍부하다.
그러나 무에도 부작용은 있다. 위궤양이 있는 사람에게 빈 속에 생무를 섭취할 경우 속이 쓰리거나, 무는 기운을 내리기 때문에 몸이 약한 사람은 오히려 좋지 않다. 따라서 맥이 약하거나, 손발이 찬 사람은 무를 많이 먹지 않도록 해야 한다.

## 같이 보기
- 조선무
- 왜무
- 김치
- 깍두기
- 단무지
- 흰무
- 서양무
- 사탕무
- 뿌리채소
- 시래기

## 참고 문헌
- 이 문서에는 다음커뮤니케이션(현 카카오)에서 GFDL 또는 CC-SA 라이선스로 배포한 글로벌 세계대백과사전의 내용을 기초로 작성된 글이 포함되어 있습니다.